# نايف الحارثي
نايف الحارثي (بالإنجليزية: Naif Al-Harthi)‏؛ مواليد 19 ديسمبر 1983 في، السعودية، هو لاعب كرة قدم سعودي.
لعب سابقاً لأندية التعاون والنهضة و أبها ونادي وج و نادي عفيف.